# Barry Robson
Barry Robson (Inverurie, Escocia, Reino Unido, 7 de noviembre de 1978) es un exfutbolista escocés que jugaba de centrocampista.

## Biografía
Barry Robson, que actúa de centrocampista por la banda izquierda, empezó su carrera futbolística en las categorías inferiores del Glasgow Rangers. Como no consiguió llegar al primer equipo Barry Robson firmó en octubre de 1997 con el Inverness CT. En su primera temporada ayudó al club a ascender a la Primera División de Escocia (segunda categoría del fútbol escocés). Al año siguiente Robson estuvo cedido unos meses en el Forfar Athletic FC, aunque luego regresó al Inverness CT.
En mayo de 2003 ficha por el Dundee United FC, equipo que pagó 75000 euros al Inverness CT. En la temporada 2004-05 Robson se convirtió en titular indiscutible (solo se perdió dos partidos aquella campaña), lo que le valió una ampliación del contrato por tres años y una mejora de sueldo. En 2005 consigue llegar a la final de la Copa de Escocia, aunque finalmente el título se lo llevó el Celtic de Glasgow al ganar la final por un gol a cero. Al año siguiente Robson fue nombrado capitán del equipo.
En enero de 2008 ficha por su actual club, el Celtic de Glasgow, equipo que realizó un desembolso económico de 1,5 millones de euros para poder hacerse con sus servicios. Hizo su debut con el Celtic el 10 de febrero en un partido contra el Aberdeen FC, en el que anotó un gol. Al final de la temporada se proclama campeón de Liga.

## Selección nacional
Ha sido internacional con la Selección de fútbol de Escocia en 17 ocasiones. Su debut con la camiseta nacional se produjo en agosto de 2007 en un partido contra Sudáfrica. En 10 de septiembre de 2008 anotó su primer gol (Islandia 0-2 Escocia).

## Clubes
| Club                         | País       | Año         |
| ---------------------------- | ---------- | ----------- |
| Inverness Caledonian Thistle | Escocia    | 1997 - 1999 |
| Forfar Athletic FC           | Escocia    | 1999 - 2000 |
| Inverness Caledonian Thistle | Escocia    | 2000 - 2003 |
| Dundee United Football Club  | Escocia    | 2003 - 2008 |
| Celtic Football Club         | Escocia    | 2008 - 2010 |
| Middlesbrough FC             | Inglaterra | 2010-2012   |
| Vancouver Whitecaps FC       | Canadá     | 2012        |
| Sheffield United             | Inglaterra | 2013        |
| Aberdeen FC                  | Escocia    | 2013-2016   |

## Títulos
- 1 Liga de Escocia (Celtic FC, 2008)